# アプレピタント
アプレピタント（Aprepitant）は、イメンド（Emend）などの商品名で販売されている、化学療法誘発性の悪心・嘔吐（CINV）や術後の悪心・嘔吐(PONV)の予防に用いられる医薬品である。オンダンセトロンやデキサメタゾンと併用することができる。投与法は経口である。日本では術後悪心嘔吐には保険承認されていない。
一般的な副作用には、倦怠感、食欲不振、下痢、腹痛、しゃっくり、かゆみ、肺炎、血圧の変化、などがあげられる。その他の重度の副作用には、アナフィラキシーがあげられる。妊娠中の人への投与は有害ではないようであるが、十分な研究はされていない。アプレピタントは、ニューロキニン-1受容体拮抗薬に分類される医薬品である。アプレピタントの作用機序はP物質がNK1受容体に結合するのを阻害することによるものである。
アプレピタントは、2003年にヨーロッパと米国で医薬品として承認された。メルク・アンド・カンパニーによって製造されている。世界保健機関の必須医薬品リストに収載されている。投与形態が静脈注射による、ホスアプレピタントも存在する。

## 効能・効果
抗悪性腫瘍剤（シスプラチンなど）投与に伴う消化器症状（悪心、嘔吐）（遅発期を含む）

## 副作用
重大な副作用は、皮膚粘膜眼症候群、穿孔性十二指腸潰瘍、ショック、アナフィラキシー が知られている。

## 作用機序
アプレピタントはNK1受容体からの信号を遮断するため、NK1拮抗薬に分類される。そのため、患者の嘔吐の可能性を減少させることができる。
NK1は、中枢および末梢神経系に存在するGタンパク質共役型受容体である。この受容体には、P物質（SP）と呼ばれる主要なリガンドが存在する。P物質は11個のアミノ酸からなる神経ペプチドで、脳からの刺激や情報を伝達する。脳の嘔吐中枢に高濃度に存在し、活性化されると嘔吐反射が惹起される。この他、末梢の受容体から中枢への痛覚刺激の伝達にも重要な役割を果たしている。
アプレピタントは、脳の神経細胞の受容体に結合するP物質を遮断することにより、細胞毒性のある化学療法剤によって引き起こされる急性および遅発性の嘔吐を抑制することが示されている。また、アプレピタントが血液脳関門を通過し、ヒト脳内のNK1受容体に結合することが、陽電子放出断層撮影（PET）を用いた研究で明らかにされている。さらに、化学療法による悪心・嘔吐の予防にも用いられる5-HT3受容体拮抗薬オンダンセトロンや副腎皮質ホルモンであるデキサメタゾンの活性を高めることも明らかにされている。
アプレピタントは、カプセルの形で経口投与される。新しいクラスの治療薬は、臨床試験を行う前に、前臨床での代謝と排泄の研究という観点から特性を明らかにする必要がある。平均的なバイオアベイラビリティは約60～65％であることが判っている。アプレピタントは主にCYP3A4で代謝され、CYP1A2とCYP2C19では僅かに代謝される。ヒトの血漿中には、弱い活性しか持たないアプレピタントの7つの代謝物が確認されている。アプレピタントはCYP3A4の中等度の阻害剤であるため、CYP3A4で代謝される併用薬の血漿中濃度を上昇させる可能性がある。特にオキシコドンとの相互作用が示されており、アプレピタントはオキシコドンの有効性を高め、副作用を悪化させたが、これがCPY3A4阻害によるものか、NK1アンタゴニスト作用によるものかは不明である。14C標識したアプレピタントのプロドラッグ（L-758298）を静脈内投与したところ、迅速かつ完全にアプレピタントに変換され、全放射能の約57％が尿中に、約45％が糞中に排泄された。未変化体は尿中に排泄されない。

## 化学的特徴
アプレピタントは、モルホリンを核として、隣接する環の炭素に2つの置換基が結合している。これらの置換基は、トリフルオロメチル化された1-フェニルエタノールとフルオロフェニル基である。またアプレピタントは、モルホリン環の窒素に結合した3つ目の置換基（トリアゾリノン）を持つ。また、3つのキラル中心が非常に近くにあり、それらが結合してアミノアセタール配列を形成している。
アプレピタントの水への溶解性は非常に低い。しかし、油のような非極性分子にはかなり高い溶解性を示す。このことから、アプレピタントは極性のある置換基を含んでいるにも拘らず、全体としては非極性物質であると考えられる。